# جدول أعمال القرن 21 للثقافة
جدول أعمال القرن 21 للثقافة هو وثيقة مرجعية للحكومات المحلية من أجل وضع سياساتهم المعنية بالثقافة. وتستند الوثيقة إلى مبادئ التنوع الثقافي وحقوق الإنسان والحوار بين الثقافات والديمقراطية التشاركية والاستدامة والسلام.

## دور الثقافة في السياسات المحلية
جدول أعمال القرن 21 للثقافة هو أداة لتعزيز دور الثقافة في السياسات المحلية. جدير بالذكر أن أضلاع المثلث التقليدي الحالي لـالتنمية المستدامة هي البيئة والإدماج الاجتماعي والاقتصاد، وبذلك إما أنه لا يتضمن الثقافة أو أنها لا تعتبر عنصرًا فعالاً. وبالتالي، يعد جدول أعمال القرن 21 للثقافة أداة لتحويل الثقافة إلى العمود الرابع للتنمية المستدامة. وهذا يؤكد على ضرورة وضع سياسات ثقافية قوية ومستقلة، بالإضافة إلى بناء جسور للوصول إلى الأراضي الأخرى الخاصة بـالحوكمة.

## أساس جدول أعمال القرن 21 للثقافة
في سبتمبر عام 2002، خلال الاجتماع العام العالمي الأول للثقافة، الذي أقيم في مدينة بورتو أليغري، طرأت فكرة إعداد وثيقة إرشادية للسياسات الثقافية المحلية، وهي مماثلة لجدول أعمال القرن 21 للبيئة في عام 1992.
بعد مرور عامين تقريبًا من العمل (مناقشة المسودات السابقة في مؤتمرات منظمة من قِبل الشبكات الثقافية الدولية التي شجعت على وضعها)، تم التصديق على الوثيقة النهائية في 8 مايو 2004 في برشلونة، وقدمت في 15 سبتمبر إلى برنامج الأمم المتحدة للمستوطنات البشرية واليونسكو. ومنذ أكتوبر من نفس العام، تولت منظمة المدن المتحدة والحكومات المحلية (UCLG) العالمية (الأمم المتحدة للمدن) عملية تنسيق جدول أعمال القرن 21 للثقافة. وتعد منظمة المدن المتحدة والحكومات المحلية أكبر مؤسسة للحكومات المحلية في العالم، حيث أسست في شهر مايو عام 2004 للدفاع عن الديمقراطية والاستقلال المحلي ومنح المدن الفرصة لإبداء رأيها في المنتديات الدولية.
في منظمة المدن المتحدة والحكومات المحلية، تتولى إدارة جدول أعمال القرن 21 للثقافة اللجنة الثقافية التي ترأسها مدينة ليل متروبول ويشاركها في الرئاسة مدينة بوينس آيرس ومدينة ميكسيكو الفيدرالية ومونتريال. أما مدن أنجيرش وبرشلونة وميلان، فإنها تقوم بدور نائب الرئيس. علاوة على ذلك، تم الاتفاق على دعوة ثلاث مدن أخرى (واحدة من إفريقيا وواحدة من الشرق الأوسط/آسيا وأخرى من آسيا/منطقة المحيط الهادئ) للانضمام إلى المجلس بصفة نائب رئيس. وقبل عام 2012، ترأس اللجنة الثقافية مجلس مدينة برشلونة، وأصبحت مجالس مدن ستوكهولم و ليل و بوينس آيرس و مونتريال نوابها.
في عام 2009، أنشأت الوكالة الإسبانية للتعاون الإنمائي الدولي AECID ومجلس مدينة برشلونة صندوقًا لتنفيذ جدول أعمال القرن 21 للثقافة في المدن الإفريقية والمطلة على البحر الأبيض المتوسط ومدن أمريكا اللاتينية.

## المحتويات
بدأ جدول أعمال القرن 21 للثقافة من الإيمان بفكرة أن الثقافة تقدم إسهامات عظيمة للتنمية البشرية، نظرًا لأنها تروج لقيم مهمة، مثل الإبداع أو التنوع أو الذاكرة أو التقاليد، وجميعها ضرورية للغاية لأي إنسان لتوسيع نطاق حرياته (أماراتيا سين).
يتكون جدول أعمال القرن 21 من 67 مادة، تركز على خمسة موضوعات رئيسية: 
1. الثقافة وحقوق الإنسان
2. الثقافة والحوكمة
3. الثقافة والاستدامة والأرض
4. الثقافة والإدماج الاجتماعي
5. الثقافة والاقتصاد

وتنقسم المواد إلى ثلاثة أقسام شاملة:
- المبادئ
- الالتزامات
- التوصيات

## التقارير
منذ عام 2006، نشر جدول أعمال القرن 21 للثقافة عدة تقارير في إطار عمل مهامه البحثية:
- السياسات المحلية للتنوع الثقافي
- الأهداف الإنمائية للألفية والثقافة والحكومات المحلية
- جدول أعمال القرن 21 للثقافة في فرنسا. الوضع الراهن والمستقبل المتوقع
- الثقافة والتنمية المستدامة: أمثلة على الابتكار المؤسسي واقتراح صورة جديدة للسياسة الثقافية
- المدن والثقافات والتطورات. تقرير يميز الذكرى السنوية الخامسة لجدول أعمال القرن 21 للثقافة
- ريو+20 والثقافة. تأييد الثقافة كأحد أعمدة الاستدامة

## الثقافة والتنمية
يمثل جدول أعمال القرن 21 للثقافة أداة لتعزيز دور الثقافة في السياسات الحضرية، كما أنه أداة لتصبح المسائل الثقافية العمود الرابع للتنمية المستدامة؛ في الحقيقة، إن المثلث التقليدي الحالي للتنمية المستدامة (البيئة والإدماج الاجتماعي والاقتصاد)، إما أنه لا يتضمن الثقافة أو لا يعتبرها عنصرًا فعالاً. ولذلك، يقترح جدول أعمال القرن 21 للثقافة، من جانب، تعزيز السياسات المحلية والتأكيد على أهمية السياسات الثقافية القوية والمستقلة وبناء جسور مع مناطق حوكمة محلية أخرى. وعلى الجانب الآخر، يؤيد جدول أعمال القرن 21 دمج الثقافة كعنصر أساسي في نموذج التنمية الخاص بنا وتبنيه؛ وهو فكرة مقدمة من الباحث والناشط الأسترالي جون هاوكز (www.fourthpillar.biz) في كتابه العمود الرابع للاستدامة. الدور الأساسي للثقافة في التخطيط العام (The Fourth Pillar of Sustainability. Culture’s Essential Role in Public Planning).
أدت الأعمال الموسعة والفاعلية التي تبناها جدول أعمال 100 للثقافة إلى رئاسة المكتب التنفيذي لمنظمة المدن المتحدة والحكومات المحلية عملية إعداد وثيقة بيان السياسة "الثقافة: العمود السادس للتنمية المستدامة"، التي تمت الموافقة عليها في 17 نوفمبر 2010 في إطار عمل المؤتمر الدولي للقادة المحليين والإقليميين - المؤتمر العالمي الثالث لمنظمة المدن المتحدة والحكومات المحلية، الذي عقد في مدينة المكسيك. وتقدم هذه الوثيقة رؤى جديدة وتشير إلى إمكانية إقامة علاقة بين الثقافة والتنمية المستدامة من خلال منهج مزدوج: وضع سياسة ثقافية قوية وتأييد البُعد الثقافي في جميع السياسات العامة.
علاوة على ذلك، حرصت اللجنة الثقافية في منظمة المدن المتحدة والحكومات المحلية على التأكيد على ضرورة دمج الثقافة بشكل واضح في البرامج الإنمائية للأمم المتحدة، والتي تهدف إلى تحقيق الأهداف الإنمائية للألفية. وبعد تقديم بعض أنشطة التوعية خلال مؤتمر الأهداف الإنمائية للألفية، صدّقت الجمعية العامة للأمم المتحدة على الوثيقة النهائية للمؤتمر والتي تذكر الثقافة كبُعد مهم لتحقيق التنمية.

## وصلات خارجية
- Pascual, Jordi. Cultural Policies, Human Development and Institutional Innovation: or Why We Need an Agenda 21 for culture
- Montréal, cultural metropolis
- Lille City Council
- Buenos Aires City Council